# Esakiozephyrus vallonia
Esakiozephyrus vallonia is een vlinder uit de familie van de Lycaenidae. De wetenschappelijke naam van de soort werd als Zephyrus vallonia in 1913 gepubliceerd door Charles Oberthür.